# 빅 사헤이
빅 사하이(Vik Sahay)는 캐나다의 배우이다. 인도인 부모님 밑에서 태어났다.